# Accentuation du lituanien
Cette page contient des caractères spéciaux ou non latins. S’ils s’affichent mal (▯, ?, etc.), consultez la page d’aide Unicode.
L'accent est une particularité très importante de la langue lituanienne qui accomplit la fonction distinctive. Le lituanien possède l'accent de hauteur qui distingue la syllabe accentuée non seulement par son intensité, mais aussi par la modulation du ton syllabique.

## Particularités phonétiques de l'accent lituanien et son importance

### Syllabe accentuée
Contrairement à la prosodie française, l’accent lituanien est très mobile ; ceci veut dire que la syllabe accentuée peut se trouver dans n’importe quelle position du mot : mókytojas, atsiprãšymas', reklamà. De plus, l’endroit de l’accent accomplit la fonction distinctive. Par exemple, les mots lìkime (restons) – likìme (oh, destin !) – likimè (dans le destin) contiennent les sons de la même quantité et de la même qualité, mais ce n’est que l’accent qui change leur signification.

### Modulations des tons
Toutes les syllabes accentuées de la langue lituanienne ne sont pas prononcées avec la même intensité : les unes peuvent être articulées de manière brusque, surtout au début de la syllabe, les autres se prononcent de manière plus « douce », mais la voix peut concentrer l’énergie vers la fin de la syllabe. L’intonation est l’élément prosodique du lituanien qui est exprimé par la modulation de l’intensité en prononçant des syllabes longues accentuées.
En lituanien, la syllabe est considérée longue si elle contient :
- une voyelle longue : mótina (mère), vakarė̃lis (soirée), prẽkė (marchandise).
- une diphtongue mixte (voyelle pure + semi-voyelle/consonne vocalisée) : karei̇̃vis (soldat), išbandžiaũ (j’ai essayé), vélniškas (diabolique).

Les syllabes qui ne remplissent pas ces conditions sont considérées courtes. Les intonations syllabiques ne sont présentes que dans des syllabes longues accentuées.

### Types des intonations
Le lituanien standard ne reconnaît que deux intonations syllabiques : l’intonation montante (tvirtagalė priegaidė) et descendante (tvirtapradė priegaidė).
L’intonation montante se distingue par sa prononciation faible dans le début de la syllabe accentuée et la concentration de l’intensité en prononçant la fin ou le dernier élément. Exemples : kal̃tas (coupable), mer̃kti (faire tremper). Si l’élément principal de la syllabe est une diphtongue mixte, dans le cas de l’intonation montante sa deuxième partie sera prolongée (les exemples audio reflètent ce phénomène).
L’intonation montante est toujours marquée à l’aide du tilde au-dessus de la voyelle ou du dernier élément de la diphtongue mixte de la syllabe accentuée.
L’intonation descendante, par contre, se distingue par la concentration de l’intensité dans la première partie de la syllabe suivie de l’affaiblissement de la voix dans la deuxième : káltas (burin), mérkti (fermer les yeux). Le « coup de glotte » est sa variante extrême, mais n’est présent que dans le dialecte samogitien.
L’intonation descendante est marquée à l’aide de l’accent :
- grave s’il s’agit d’une diphtongue dont le premier élément est [i], [u], [e̤] ou [ɔ] ainsi que les diphtongues [ui], [e̤u], [ɔi], [ou] : užgùitos ši̇̀ršės (les guêpes harassées), jùngti hèrbus (joindre les blasons).
- aigu dans tous les autres cas : lygýbės žénklas (signe égal), senóvės visúomenė (société du passé).

## Groupes d’accentuation
Le lituanien standard dispose d’un système riche des terminaisons et des paradigmes nominaux, pronominaux et verbaux. À côté du système de la déclinaison et de la conjugaison, il existe aussi le système des paradigmes (ou groupes) d’accentuation (« kirčiuotės » en lit.).